# پویزن آی‌وی (کمیک)
پویزن آی‌وی (به انگلیسی: Poison Ivy) با نام اصلی پاملا لیلیان آیزلی، یک شخصیت خیالی ابرشرور در کتاب‌های کامیک آمریکایی منتشر شده توسط دی‌سی کامیکس است که اغلب به عنوان دشمن شخصیت ابرقهرمان بتمن به‌شمار می‌رود. این شخصیت توسط نویسنده رابرت کانایر و طراح شلدون مولداف خلق شده‌است که برای اولین بار در شمارهٔ ۱۸۱ بتمن (ژوئن ۱۹۶۶) حضور پیدا کرد. او یکی از سرسخت‌ترین دشمنان بتمن است و متعلق به جمعی از دشمنان بتمن است که فهرست جنایتکاران و مجرمین لیست او را تشکیل می‌دهد.
پویزن آی‌وی به عنوان یکی از بزرگترین و بدنام‌ترین تروریسم‌های محیط زیست جهان تصویر می‌شود. او در زمینه‌های گیاهان، گیاه‌شناسی، انقراض محیط زیست، بوم‌شناسی و محیط‌زیست‌گرایی سر رشته دارد. او از زهرابه گیاهان و گل‌ها و همچنین کنترل ذهن فرومون به منظور فعالیت‌های مجرمانهٔ خود استفاده می‌کند. دیگر شخصیت ابرشرور دنیای دی‌سی هارلی کوئین، دوست، همکار و شریک جرم (یا حتی معشوقه) او به‌شمار می‌رود و آیزلی مسئول توانایی‌های ابرانسانی هارلی است. آی‌وی، هارلی و زن گربه‌ای بعدها تشکیل تیمی با عنوان سیرن‌های گاتهام سیتی دادند. پویزن آی‌وی همچنین بعدها در مجموعه بازراه‌اندازی شده نیو ۵۲ دنیای دی‌سی کامیکس، به شکلی غیرمنتظره توسط بلک کنیری برای عضویت در تیم پرندگان شکاری دعوت شد و او نیز پذیرفت. پویزن آی‌وی خود را به عنوان یکی از قدرتمندترین دشمنان شخصیت بتمن ثابت کرده‌است. اما در برخی کمیک‌ها نیز بتمن به او علاقهٔ عاشقانه دارد. بر طبق اظهارات رابرت کانایر خالق این شخصیت، پویزن آی‌وی در اصل از مدل آمریکایی، بتی پیج الگو برداری شده‌است.
اوما تورمن نقش شخصیت پویزن آی‌وی را در فیلم بتمن و رابین (۱۹۹۷) ایفا کرده‌است. کلر فولی، مگی گییا، و پیتون لیست به ایفای نقش وی در مجموعهٔ تلویزیونی گاتهام پرداخته‌اند. وی همچنین توسط دایان پرشینگ در جهان پویانمایی دی‌سی، پیرا کوپولا در مجموعه تلویزیونی پویانمایی بتمن، تاسیا والنتسا در مجموعه بازی‌های ویدئویی بتمن: آرکهام، ریکی لیندهوم در فیلم لگو بتمن (۲۰۱۷)، و لیک بل در انیمیشن بزرگسالان هارلی کوئین صداگذاری شده‌است.

## تاریخچه
پویزن آی‌وی توسط نویسنده رابرت کانایر و طراح شلدون مولداف خلق شده‌است؛ که برای نخستین بار در شمارهٔ ۱۸۱ بتمن (ژوئن ۱۹۶۶) حضور پیدا کرد. این شخصیت تا حدودی با الهام از داستان کوتاه «دختر راپاچینی» به قلم نویسندهٔ آمریکایی ناتانیل هاوثورن خلق شده‌است، و دربارهٔ دوشیزه‌ای است که تمایل به پرورش و نگهداری باغی از گیاهان سمی دارد؛ او در برابر سموم مصونیت پیدا می‌کند، اما برای دیگران سمی می‌شود. بر طبق گفته‌های اکتاویو پاز، سرچشمه خط داستانی هاوثورن در هند باستان نهفته است.
به دنبال نخستین حضور این شخصیت، پویزن آی‌وی همچنین در کتاب‌های مختلف کامیک حول محور بتمن ظاهر می‌شد و نقش مهمی در مینی‌سریال بلک ارکید داشت. شخصیت پویزن آی‌وی در اوایل حضورش در دهه ۱۹۶۰ میلادی، فاقد هرگونه خاستگاه بود؛ و تنها در نقش یک اغواگر وسوسه‌انگیز ظاهر می‌شد. سپس بعدها داستانی برای خاستگاه او نوشته شد. پویزن آی‌وی اغلب با موهای بلند ژولیده، گیاهانی که بر روی گردن و اندام وی روییده شده و لباسی یک تکه سبز رنگ تزیین شده با برگ به تصویر کشیده می‌شود.

## زندگینامه ساختگی شخصیت
پاملا آیزلی با نوعی بیماری پوستی (ناسازگاری به نور خورشید) به دنیا آمد. با وجود اینکه دکتر برای محافظت از پوستش، لوسیون تجویز کرده بود، اما پدر بد اخلاق پاملا او را از رفتن به خارج از خانه منع کرده بود. در یکی از مناسب‌ها که مادرش به او اجازه بازی در بیرون از خانه را داده بود، پدر پاملا با عصبانیت ضربه‌ای به صورتش وارد کرد. اما مادر پاملا به گونه‌ای که هیچ اتفاق خاصی نیافته بود بیرون رفت و به باغبانی پرداخت. او برای دخترش توضیح داد او بدین دلیل باغبانی را دوست دارد، زیرا گل‌ها به حرف‌هایش گوش می‌دهند و گاهی اگر او ساکت باقی بماند، گل‌ها با او صحبت خواهند کرد. اما آزار و اذیت پدر پاملا تمامی نداشت. هر دفعه که پدرش او را مورد ضرب و شتم قرار می‌داد، با خرید گلی از همسرش طلب بخشش می‌کرد تا در باغ خود بکارد. این مسئله باعث شد پاملا دریابد که گل‌ها قادر به کنترل و نفوذ در انسان‌ها هستند. با این حال او پس از اینکه مادرش به‌دست پدرش به قتل رسید و در باغچه خود دفن شد، از خشونت و ستمگری انسان‌ها نیز آگاه شد.

### عصر نقره
پاملا لیلیان آیزلی گیاه‌شناسی جذاب و با استعداد بود که در شهر سیاتل، واشینگتن زندگی می‌کرد. او توسط مجرمی به نام مارک لیگرند، که به آیزلی برای همکاری در دزدیدن یک شیء دست‌ساخته (حاوی گیاهی در داخل آن) واقع در مصر باستان نیاز داشت، فریب خورد. پس از انجام این مأموریت مجرمانه، لیگرند که فکر می‌کرد آیزلی بیش از حد از مسائل مطلع است، او را توسط گیاه داخل شیء دست‌ساخته مسموم نمود. اما خوشبختانه آیزلی از این اتفاق جان سالم بدر برد و پس از آن در برابر تمامی سموم و بیماری‌ها ایمن شد. او همچنین دریافت که کاملاً از تأثیرات زهرابه خواب‌آور گیاه در امان بوده، به‌طوری‌که قادر به کنترل دیگران است. او سپس نام پویزن آی‌وی را برای خود انتخاب کرد، و با پوشیدن لباسی سبز رنگ، دست به اقدامات مجرمانه زد. او به‌وسیلهٔ زهرابه خواب‌آور گیاه برای اغوا و به‌کارگیری افراد (به ویژه مردان) استفاده می‌کرد. اما پس از اینکه آی‌وی به گاتهام سیتی نقل مکان کرد، به شکلی اجتناب ناپذیر با بزرگترین مبارز جرم و جنایت در گاتهام، یعنی بتمن روبرو شد.

## توانایی‌ها و قدرت‌ها
پویزن آی‌وی قادر به ارتباط اسرارآمیز با گیاهان از طریق نیرویی با عنوان «گرین» است. او قادر به به‌کارگیری و تحریک گیاهان از طریق ریشهٔ آن‌ها است و برخی مواقع حتی توانایی کنترل گیاهان با ذهن خود را دارد. او در برابر تمامی سموم، باکتری‌ها، ویروس‌ها و قارچ‌ها مصونیت دارد، این ایمنی همچنین شامل سموم شخصیت جوکر می‌شود. بعضی از کمیک‌ها حتی فراتر از آن پیش رفتند و او را بیشتر شبیه به یک گیاه نمایش داده‌اند تا یک انسان؛ گاز کربن دی‌اکسید تنفس می‌کند و برای بقا نیاز به نور سفید خورشید دارد.
مصرف بیش از حد سموم مرتبط با گیاهان و جانوران در جریان خون بدنش، او را لمس ناپذیر کرده‌است. آی‌وی توانایی ایجاد قدرتمندترین سموم گل در گاتهام سیتی را دارد. اغلب این زهرابه از لب‌های او ترشح می‌شوند یا در معنای واقعی، یک بوسهٔ سمی، که معمولاً نتیجهٔ ابراز علاقه ساختگی و اغواگرانه او در برابر قربانیانش است. این سموم در انواع گوناگونی از قبیل مواد مخدر و داروهای کنترل ذهن گرفته تا مواد سمی به شدت کشنده هستند.
دکتر آیزلی یکی از دانشمندان شناخته شده در حرفهٔ خود در گاتهام سیتی بود. او همیشه به گیاهان علاقه داشت و آن‌ها هدف بزرگ در زندگی او حتی پس از تصادف او به‌شمار می‌روند. دانش او در زمینهٔ گیاه‌شناسی و سم‌شناسی، به او اجازه درک و به‌کارگیری بهتر گیاهان را می‌دهد.
توانایی‌های ورزشی پویزن آی‌وی در طول دوره زندگی‌اش پیشرفت کرده‌اند. او به مقدار جزئی در سبک‌های هنرهای رزمی آموزش دیده است و مهارت بالایی در بالارفتن و پریدن دارد و همچنین شناگری قوی و سرعتی است. از نقاط ضعف او می‌توان به آسیب‌پذیری در مکان‌های تاریک و عدم تعادل روحی و روانی اشاره کرد.